# Erythrorchis
Erythrorchis ist eine Pflanzengattung innerhalb der Familie der Orchideen (Orchidaceae). Die nur zwei Arten sind in Ost- und Südostasien sowie in Australien verbreitet.

## Beschreibung

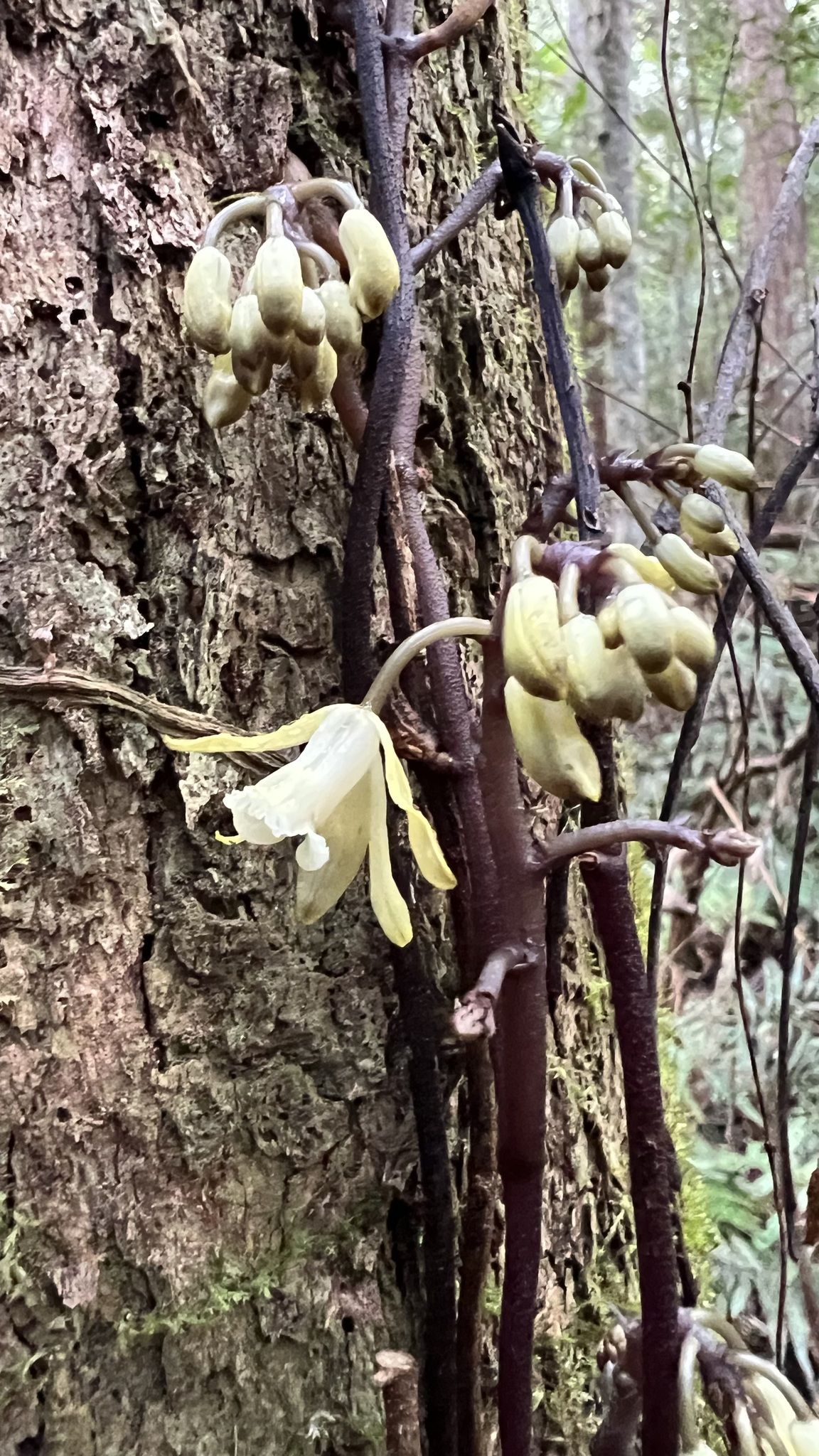
Habitus und Blütenstände im Habitat

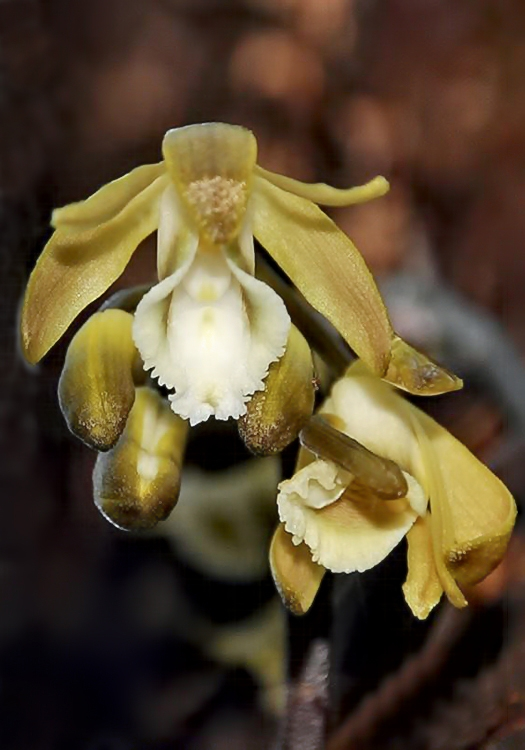
Blüten

### Vegetative Merkmale
Die beiden Erythrorchis-Arten wachsen terrestrisch als krautige Kletterpflanzen. Sie sind blattlos und ernähren sich mykoheterotroph. Unterirdisch befindet sich ein ausgedehntes Rhizom- und Wurzelsystem, meist in halb verrottetem Holz. Oberirdisch klettert die rötlich braune Sprossachse mit Haftwurzeln, die sich an jedem Knoten bilden. Die Blätter sind zu kleinen Schuppen reduziert.

### Generative Merkmale
Im oberen Bereich der Sprossachse stehen zahlreiche traubige oder wenig verzweigte rispige Blütenstände. Die zwittrigen Blüten sind resupiniert, zygomorph, dreizählig, grünlich-gelb und weit geöffnet. Die Sepalen sind fleischig. Die Petalen sind schmaler als die äußeren Blütenhüllblätter. Die Lippe ist weiß, ganzrandig oder undeutlich dreilappig, die Seiten sind nach oben geschlagen und umgeben die Säule. Der vordere Rand der Lippe ist gewellt. Auf der Lippe befindet sich ein Kallus und längs verlaufende, behaarte Kiele. Die Säule ist gebogen und über den Ansatz am Fruchtknoten hinaus verlängert („Säulenfuß“). Das Staubblatt ist zweikammrig, die beiden Pollinien hart und nicht weiter unterteilt.
Die Kapselfrucht ist lang und schmal, sie enthält zahlreiche geflügelte Samen. Der Flügel verläuft rings um den Samen und ist an einer Seite tief eingeschnitten, sodass der Same im Umriss etwa einem Seerosenblatt ähnelt.

## Ökologie
Die Ausbreitung der Samen von Erythrorchis erfolgt über den Wind.

## Standorte
Die Pflanzenexemplare kommen in Wäldern vor und benötigen größere Ansammlungen toten Holzes.

## Systematik, botanische Geschichte und Verbreitung
Die Gattung Erythrorchis wurde 1837 durch Carl Ludwig Blume in Rumphia, Band 1, S. 200 aufgestellt. Der Gattungsname Erythrorchis kommt vom altgriechischen Wort erythros für „rot“ und beschreibt die rötliche Farbe der Stängel. Typusart ist Erythrorchis altissima, Blume hatte diese Pflanzenart schon 1825 als Cyrtosia altissima beschrieben. Alle beiden Arten von Erythrorchis wurden lange als zur Gattung Galeola gehörend betrachtet. Erst Garay benutzte 1986 wieder den Namen Erythrorchis und stellte neben Blumes Typusart zwei weitere Arten, die vorher als Galeola benannt worden waren, zu dieser Gattung. Es gibt Autoren bei denen Erythrorchis ochobiensis ein Synonym für Erythrorchis altissima ist.
Die Gattung Erythrorchis gehört zur Tribus Vanilleae in der Unterfamilie Vanilloideae. Die nächst verwandten Gattungen sind Cyrtosia, Galeola und Pseudovanilla.
Die beiden Erythrorchis-Arten sind in Japan, Taiwan, in Hinterindien, den Philippinen und im westlichen Teil der Inselwelt Indonesiens sowie im südöstlichen Australien verbreitet.
Je nach Autor gehören etwa zwei Arten zur Gattung Erythrorchis:
- Erythrorchis altissima (Blume) Blume (Syn.: Erythrorchis ochobiensis (Hayata) Garay): Sie kommt von Assam bis Malesien und Japan vor.[3]
- Erythrorchis cassythoides (A.Cunn. ex Lindl.) Garay: Sie kommt im östlichen Australien vor.[3]